# Дженні Маккарті
Дже́нніфер Енн (Дженні) Макка́рті (англ. Jennifer Ann 'Jenny' McCarthy; нар. 1 листопада 1972, Чикаго, США) — американська акторка, фотомодель і авторка кількох книг. Кар'єру почала в 1993 році як фотомодель журналу Playboy, а продовжила як телеведуча і акторка.

## Біографія
Народилася в США, штаті Іллінойс в Вест Елсдені, неподалік від Чикаго, другою з чотирьох дочок, її сестри — Ліннет, Джоан і Емі. Її двоюрідна сестра Мелісса Маккарті відома як комедійна акторка.
Дженні вчилася в початковій школі St. Turibius в Чикаго, а після закінчення вступила до середньої школи Mother McAuley Liberal Arts, чий шкільний костюм наділа для фотозйомок в Playboy. Дженні була чирлідеркою в середніх школах Brother Rice і St. Laurence, хоча в своїй школі була «ізгоєм». Після закінчення середньої школи вступила до університету Southern Illinois University Carbondale на факультет підготовки медсестер. Потребуючи грошей на навчання, вирішила надіслати свої фотографії в журнал Playboy, та стала моделлю.
У 1999—2005 роках була одружена з актором і режисером Джоном Меллорі Ешером. 18.05.2002 народила сина Евана Джозефа Ашера. У дитини діагностували аутизм, і Маккарті неодноразово (в тому числі в студії Ларрі Кінга і своїх книгах) називала причиною аутизму вакцинацію. З 31 серпня 2014 року одружена зі співаком і актором Донні Волбергом, з яким зустрічалася 13 місяців до весілля.

### Кар'єра
У 1993—1998 роках багато разів знімалася для Playboy. Була дівчиною жовтня 1993 року і playmate 1994 року. З 1994 року знімається в кіно і телесеріалах, переважно в другорядних ролях. З 2004 року — співведуча телешоу «The View».

## Номінації та нагороди
- 1997 — премія «Golden Apple Awards» в категорії «Female Star of the Year».
- 1999 — номінація на премію "Золота малина" в категорії «Найгірша акторка другого плану» за фільм " Бейскетбол ".
- 2005 — номінація на премію Денна премія Еммі в категорії «Outstanding Special Class Special».
- 2006 — 2 премії "Золота малина" в категоріях «Найгірша акторка» і «Найгірший сценарій» за фільм «Брудна любов»[10].

## Фільмографія
| Рік       |    | Українська назва               | Оригінальна назва                       | Роль                             |
| --------- | -- | ------------------------------ | --------------------------------------- | -------------------------------- |
| 1994      | с  | Шовкові сітки                  | Silk Stalkings                          | модель                           |
| 1995      | ф  | Чим зайнятися мерцю в Денвері  | Things to Do in Denver When You're Dead | медсестра                        |
| 1995      | с  |                                | Mr. Show with Bob and David             | Ронда                            |
| 1996      | с  | Спасателі Малібу               | Baywatch                                | Ейпріл Морелла                   |
| 1996      | ф  | Сімейка придурків              | The Stupids                             | камео                            |
| 1996      | с  |                                | Wings                                   | Дені                             |
| 1997—1998 | с  | Дженні                         | Jenny                                   | Дженні Макміллан                 |
| 1998      | ф  | Бейскетбол                     | BASEketball                             | Івет Денслоу                     |
| 1999      | с  | Великий ремонт                 | Home Improvement                        | Алекс                            |
| 1999      | ф  | Бриллианты                     | Diamonds                                | Шугар                            |
| 2000      | тф |                                | Live Girls                              | Ребекка                          |
| 2000      | ф  | Крик 3                         | Scream 3                                | Сара Дарлинг                     |
| 2000      | ф  |                                | Python                                  | Францеска Гарибальді             |
| 2000—2003 | с  | Журнал мод                     | Just Shoot Me!                          | Бренді                           |
| 2001      | тф |                                | Honey Vicarro                           | Honey Vicarro                    |
| 2001      | с  |                                | Going to California                     | Амбер Біміс                      |
| 2001—2002 | с  | Шоу Дрю Кері                   | The Drew Carey Show                     | Дженні                           |
| 2002      | ф  | Ідеал                          | The Perfect You                         | Уітні                            |
| 2003      | с  |                                | Fastlane                                | Гретхен Бікс                     |
| 2003      | с  | Зачаровані                     | Charmed                                 | Мітсі Стіллман, эпизод 4 сезон 6 |
| 2003      | ф  | Дуже страшне кіно 3            | Scary Movie 3                           | Кейт                             |
| 2003      | с  |                                | Wanda at Large                          | лідер                            |
| 2003      | с  | Далека від досконалості        | Less Than Perfect                       | Дэні                             |
| 2003—2004 | с  | Один на один                   | One on One                              | Голлі Спірс                      |
| 2004      | с  |                                | Wild Card                               | Кенді Ларю                       |
| 2003      | с  |                                | All About the Andersons                 | Лорен                            |
| 2004      | ф  | Дякуючи небесам                | Thank Heaven                            | Джулія                           |
| 2004      | с  | Королева екрана                | Hope & Faith                            | Менді Реднор                     |
| 2005      | ф  | Брудне кохання                 | Dirty Love                              | Ребекка Саммерс                  |
| 2005      | с  |                                | What I Like About You                   | Мішель                           |
| 2005      | с  |                                | The Bad Girl's Guide                    | Джей Джей                        |
| 2005      | с  |                                | Stacked                                 | Іві                              |
| 2006      | ф  | Сдохни, Джон Такер!            | John Tucker Must Die                    | Лорі                             |
| 2006      | с  | Мене звуть Ерл                 | My Name Is Earl                         | Венді                            |
| 2006      | тф | Малюк Санта                    | Santa Baby                              | Мері Класс                       |
| 2007      | с  |                                | Tripping the Rift                       | Сікс                             |
| 2007—2011 | с  | Два с половиною чоловіки       | Two and a Half Men                      | Кортні                           |
| 2008      | ф  |                                | Witless Protection                      | Конні                            |
| 2008      | ф  |                                | Wieners                                 | місіс Ісаак                      |
| 2008      | ки | Command & Conquer: Red Alert 3 | Command & Conquer: Red Alert 3          | Таня Адамс                       |
| 2009      | тф | Малеча Санта 2                 | Santa Baby 2                            | Мері Класс                       |
| 2010      | ф  | Воруши ластами                 | Sammy's Adventures                      | озвучка                          |
| 2017      | с  |                                | Return of the Mac                       | Дженні                           |